# Castelfranco di Sopra
Castelfranco di Sopra es un municipio de la provincia de Arezzo, Italia.

## Evolución demográfica
| Gráfica de evolución demográfica de Castelfranco di Sopra entre 1861 y 2001 |
|                                                                             |
| Fuente ISTAT - elaboración gráfica de Wikipedia                             |

## Algunas imágenes

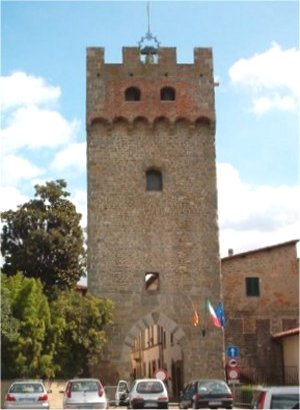
Vista parcial.

## Ciudades hermanadas
- Francia, Saint-Saturnin-lès-Apt, desde 1993
- España, Caldetas, desde 2003